# Shelby megye (Alabama)
Shelby megye az Amerikai Egyesült Államokban, azon belül Alabama államban található. Az állam földrajzi központjának közelében található Shelby megye Alabama legvirágzóbb negyedeinek és a legtöbb hivatásos munkásnak ad otthont. Shelby megye számos leggazdagabb ásványlelőhelyet tartalmaz az államban, és a tizenkilencedik század végén az ipar központja volt. A megyét egy választott kilenctagú bizottság irányítja. A megye 13 bejegyzett közösséget foglal magában, amelyek mindegyike polgármesteri vagy polgármesteri és városi önkormányzati formával rendelkezik, valamint Birmingham , Hoover és Leeds külvárosi részei. Megyeszékhelye Columbiana, legnagyobb városa Alabaster. Lakosainak száma 223 024 fő (2020. április 1.). Shelby megye St. Clair, Bibb, Chilton, Talladega, Coosa és Jefferson megyékkel határos.

## Története
Shelby megyét Alabama Területi Közgyűlésének törvénye hozta létre, amelyet 1818. február 7-én hagytak jóvá, ami majdnem két évvel megelőzte Alabama államiságát. A megye eredetileg az egyik legnagyobb volt az államban, de a törvényhozás a St. Clair, Jefferson, Talladega és Chilton megyék létrehozása során a Shelby megye egy részét leválasztotta. Nevét Isaac Shelby (1750–1826), a forradalmi háború hőse és Kentucky első kormányzója tiszteletére kapta. Az eredeti megyehatárok a Horseshoe Bend-i csatában elszenvedett vereséget követően az 1814-es Fort Jackson-i szerződésben a krík indiánoktól megszerzett területeket foglalták magukban. A kezdeti nem indián telepesek Kentuckyból, Dél-Karolinából és Tennessee-ből érkeztek. Sokan közülük Andrew Jackson tábornok alatt szolgáltak Horseshoe Bendben, és családjukkal a háború után 1815-ben és 1816-ban visszatértek, és a Cahaba-völgyben telepedtek le, Shoal Creek közelében. A Cahaba-völgy első városai Wilson's Hill (ma Montevallo ) és Shelbyville (ma Pelham ) voltak. Az emberek a Coosa-völgyben is elkezdtek letelepedni, különösen Bigs Springs (ma Harpersville ) és Wilsonville környékén.
A Shelby megyei bíróság a területi időszakban Shelbyville-ben volt, William S. Wallace otthonában. Az államiságot követően Shelbyville lett az első megyeszékhely, és 1820 márciusában a bíróság jóváhagyta a megye első bírósági épületének építését. Ez az építmény 1826-ig szolgált megyei törvényszékként, amikor is döntés született a megyeszékhely és a törvényszék áthelyezéséről. Wilson's Hill és Columbia versengett az új megyeszékhely jogáért, és bár Wilson's Hill nagyobb volt, Columbia központi helyen volt, és a közeli Harpersville és Wilsonville lakói támogatták. Amikor Columbiát választották az új megyeszékhelynek, mérföldekre hallatszott a puskapor ünnepi robbanása. 1832-ben Alabama állam törvényhozása Columbia nevét Columbianára változtatta, mivel a Henry megyei Columbia városa korábban igényt tartott a névre. Egy régi favázas épület szolgált a megyei bíróság épületeként 1854-ig, amikor is egy téglaépület váltotta fel, amely ma a Shelby Megyei Múzeumnak és Levéltárnak ad otthont . A jelenlegi bírósági épületet 1906-ban építették. 2006 júniusában az épület századik évfordulója alkalmából az alabamai szabadkőműves nagypáholy tagjai felavatták a sarokkőbe helyezett időkapszulát 1906-ban. A város új időkapszulát helyezett el a térben, amelyet 2106-ban adnak át.

## Népesség
A 2020-as népszámlálási becslések szerint Shelby megye lakossága 216 350 volt. A válaszadók 79,8 százaléka fehérnek, 12,1 százaléka afroamerikainak, 5,7 százaléka spanyolajkúnak, 2,0 százaléka ázsiainak, 3,1 százaléka két vagy több rasszúnak és 0,4 százaléka indiánnak vallotta magát. Hoover a megye legnagyobb városa, becsült lakossága 85 386, de Shelby és Jefferson megyéken is átnyúlik. A megyén belül található legnagyobb város Alabaster, amelynek becsült lakossága 33 373. Columbiana megyeszékhelyének becsült lakossága 4602 fő. További jelentős népesedési központok: Pelham, Helena , Calera , Indian Springs Village és Chelsea . A megye átlagos háztartási jövedelme 78 889 dollár volt, ami jóval meghaladja az állam egészére vonatkozó 52 035 dolláros átlagot, az egy főre jutó jövedelem pedig 39 711 dollár volt, szemben az állam egészének 28 934 dollárjával.
A megye népességének változása:
| Lakosok száma | 195 844 | 198 117 | 200 983 | 204 180 | 208 713 | 223 024 |
|               | 2010    | 2011    | 2012    | 2013    | 2015    | 2020    |

## Gazdaság
Egészen a huszadik századig a gazdálkodás volt az uralkodó foglalkozás Shelby megyében. A pamut uralta a mezőgazdaságot körülbelül 1900-ig, amikor is a gazdálkodók kukoricára, búzára, földimogyoróra, szójababra és zöldségekre diverzifikáltak. A korai fehér telepesek is gyorsan elkezdték kihasználni a környéken bőséges ásványi anyagokat, különösen a vasércet és a szenet . Egy Shelby megyei telepes már 1825-ben kovácsműhelyt alapított vasrudak készítésére a Montevallo melletti Shoal Creeken. A vastermelés megnövekedett az 1840-es évek végén, amikor Horace Ware megalapította a Shelby Iron Works-t Columbiana közelében. Ezek a létesítmények a polgárháború alatt a selmai konföderációs lövedéktelep fő szénszállítóivá váltak . 1851-ben William Phineas Browne vermonti ügyvéd és üzletember megnyitotta az állam első nagyszabású, szisztematikusan üzemeltetett földalatti szénbányáját Montevallo közelében. Más ásványok is fontosak voltak Shelby megye fejlődésében, köztük a mészkő, amely fontos a vas- és cementgyártásban; festékek, papír és vegyszerek előállításához használt baritok; valamint a vegyszerek és az acél előállításához használt mangán.

## Foglalkoztatás
A 2020-as népszámlálási becslések szerint Russell megyében a munkaerő a következő ipari kategóriák között oszlik meg:
- Oktatási szolgáltatások, valamint egészségügyi és szociális segélyek (21,9 százalék)
- Szakmai, tudományos, gazdálkodási, valamint adminisztratív és hulladékgazdálkodási szolgáltatások (11,7 százalék)
- Kiskereskedelem (10,7 százalék)
- Pénzügy és biztosítás, valamint ingatlan, bérbeadás és lízing (10,5 százalék)
- Művészetek, szórakoztatás, rekreáció, valamint szállás- és étkezési szolgáltatások (8,8 százalék)
- Feldolgozóipar (7,6 százalék)
- Építőipar (6,7 százalék)
- Szállítás és raktározás, valamint közművek (6,1 százalék)
- Egyéb szolgáltatások, kivéve a közigazgatást (5,5 százalék)
- Nagykereskedelem (4,0 százalék)
- Közigazgatás (3,6 százalék)
- Információ (2,0 százalék)
- Mezőgazdaság, erdőgazdálkodás , halászat és vadászat , valamint kitermelő (0,8 százalék)

## Oktatás
A Shelby megyei iskolarendszer 18 általános és középiskolát, valamint 14 középiskolát és középiskolát felügyel. A Montevallo Egyetem , egy 1896-ban alapított bölcsészeti főiskola a megye egyetlen négyéves felsőoktatási intézménye. A Jefferson State Community College, egy kétéves intézmény, rendelkezik campusszal Birminghamben, North Shelby megyében.

## Földrajz
A hozzávetőleg 800 négyzetmérföldet magába foglaló Shelby megye az Appalache-hegység déli végén fekszik, a Tennessee Valley and Ridge fiziográfiai szakaszán belül . A Double Oak Mountain a megyét keleten a Coosa-völgyre és nyugaton a Cahaba-völgyre osztja. Északon és északnyugaton Jefferson megye, nyugaton és délnyugaton Bibb megye , délen Chilton megye, délkeleten Coosa megye , keleten Talladega megye és északkeleten St. Clair megye határolja.
Az állam két fő folyója halad át a megyén: a Coosa folyó a délkeleti határon és a Cahaba folyó északon. A Cahaba az egyik ökológiailag legfontosabb folyó az országban, és 113 halfajnak ad otthont , köztük a ritka Cahaba Shinernek, amely sehol máshol nem található meg a világon. A Coosa és a Cahaba folyók számos mellékfolyója festői kilátást kínál, beleértve a vízeséseket és a Cahaba liliom állományait .
Az Interstate 65 Shelby megye fő közlekedési útvonala, amely északról délre halad a megye nyugati részén. A 31-es és 280-as amerikai autópálya a megye másik fő közlekedési artériája. A Shelby County repülőtér, amely az Interstate 65 mellett található, Alabaster és Calera között, a megye egyetlen nyilvános repülőtere .

## Események és látnivalók
Shelby megye változatos terepe számos lehetőséget kínál a szabadidős tevékenységekre. A megye északi részén található Oak Mountain State Park Alabama legnagyobb állami parkja. Csaknem 10 000 hektáron terül el, és olyan változatos tevékenységeket kínál a látogatóknak, mint a golfozás, túrázás, kempingezés, kenuzás , lovaglás, horgászat, úszás és hegyi kerékpározás. A Cahaba River Wildlife Management Area, amely a 91-es számú megyei úton található Helenától nyugatra, 41 500 hektáron fekszik, és kiváló lehetőségeket kínál a vadászatra és a horgászatra. A 12 000 hektáros Lay Lake 289 mérföldnyi partszakasszal rendelkezik, és a Bass Masters Classic Tournament helyszíneként szolgált. Az alabaster-i Veterans Skate Park számos funkciót kínál a gördeszkásoknak a mutatványok és trükkök gyakorlásához, valamint piknikezőhelyek és lelátók is találhatók a megtekintéshez.
Az állam egyik legegyedibb turisztikai látványossága a Montevallo közelében található American Village , amely egy élő történetű gyarmati falu és park 113 hektáron. A közeli Columbianában található George Washington Karl C. Harrison Múzeuma tartalmazza George és Martha Washington emléktárgyainak egyik legnagyobb magántulajdonban lévő gyűjteményét a Mount Vernonon kívül. Columbiana ad otthont a Shelby Megyei Múzeumnak és Archívumnak is, amely az 1854-es bírósági épületben található. Ez a múzeum Shelby megye korai idejéből származó tárgyakat és emléktárgyakat mutat be, és a megye számos, 1818-ig nyúló bírósági feljegyzésének tárháza. További látnivalók közé tartozik az Aldrich Szénbánya Múzeum Montevallo közelében, a Heart of Dixie Railroad Museum Calerában, az Ironian óváros, a Shelby melletti Shelbya Works. Konföderációs temető Columbiana és Calera között.